# Sé el que estàs pensant
Sé el que estàs pensant (en l'original en anglès Think of a number) és la primera novel·la policíaca de John Verdon. El seu protagonista és Dave Gurney, un detectiu jubilat de Nova York. L'editorial en català és Proa.

## Argument
La història comença quan el senyor Mark Mellery rep una simple carta. A sobre, hi ha un paper que demana que pensi un nombre de l'u al mil. Quan obri el sobre, descobreix que el nombre que havia pensat és exactament el mateix que hi ha dins el sobre. En la mateixa carta, se li demana que enviï una quantitat de doblers a una adreça concreta. És llavors quan Mark acudeix al seu antic amic universitari, Dave Gurney, un exdetectiu molt prestigiós retirat després de vint-i-cinc anys de servei, perquè intenti desvelar qui és l'autor de la carta tan pertorbadora.
El que en un principi pareixia una simple broma, acaba convertint-se en un seguit d'assassinats que estan relacionats amb altres que succeïren en el passat.
Dave descobreix que en tots els assassinats s'ha emprat el mateix truc que en el del seu amic, és a dir, que reben una carta amb una nota demanant-los que pensin un nombre que curiosament és el mateix que hi ha dins el sobre.
Al final el protagonista lliga caps i aconsegueix descobrir els trucs fets servir per l'assassí i la seva identitat.
L'antic detectiu descobreix el truc de l'assassí per encertar en quin nombre pensaven les seves víctimes. Aquest simplement consistia a enviar una gran quantitat de cartes demanant a cada individu que pensés un nombre de l'u al mil, i dedins cada una d'elles també hi hauria tots els nombres, d'aquesta manera la persona que per desgràcia escollís el nombre correcte, pensaria que qui els ha enviat la carta és tan propera a ells que és capaç de llegir-los la ment.
Després, per saber quines eren les seves víctimes, les obligava a fer que l'hi enviessin una carta a una direcció concreta, d'aquesta manera ell podia saber la localitat mirant el segell.
Després d'haver resolt tot aquest entrellat de preguntes i enigmes, Dave Gurnery ja sap perfectament a quin lloc trobar l'assassí, ja que ell mateix es va delatar.
Simplement, bastava en enviar una patrulla de policies a detenir la persona que visqués a la localitat que la direcció de les cartes demanava que els remetessin els doblers.
D'aquesta manera, el detectiu Dave Gurnery aconsegueix sumar una nova detenció a la seva llarga carrera professional. Tant l'argument com la trama coincideixen durant tot el temps de la lectura.